# Geoff Emerick

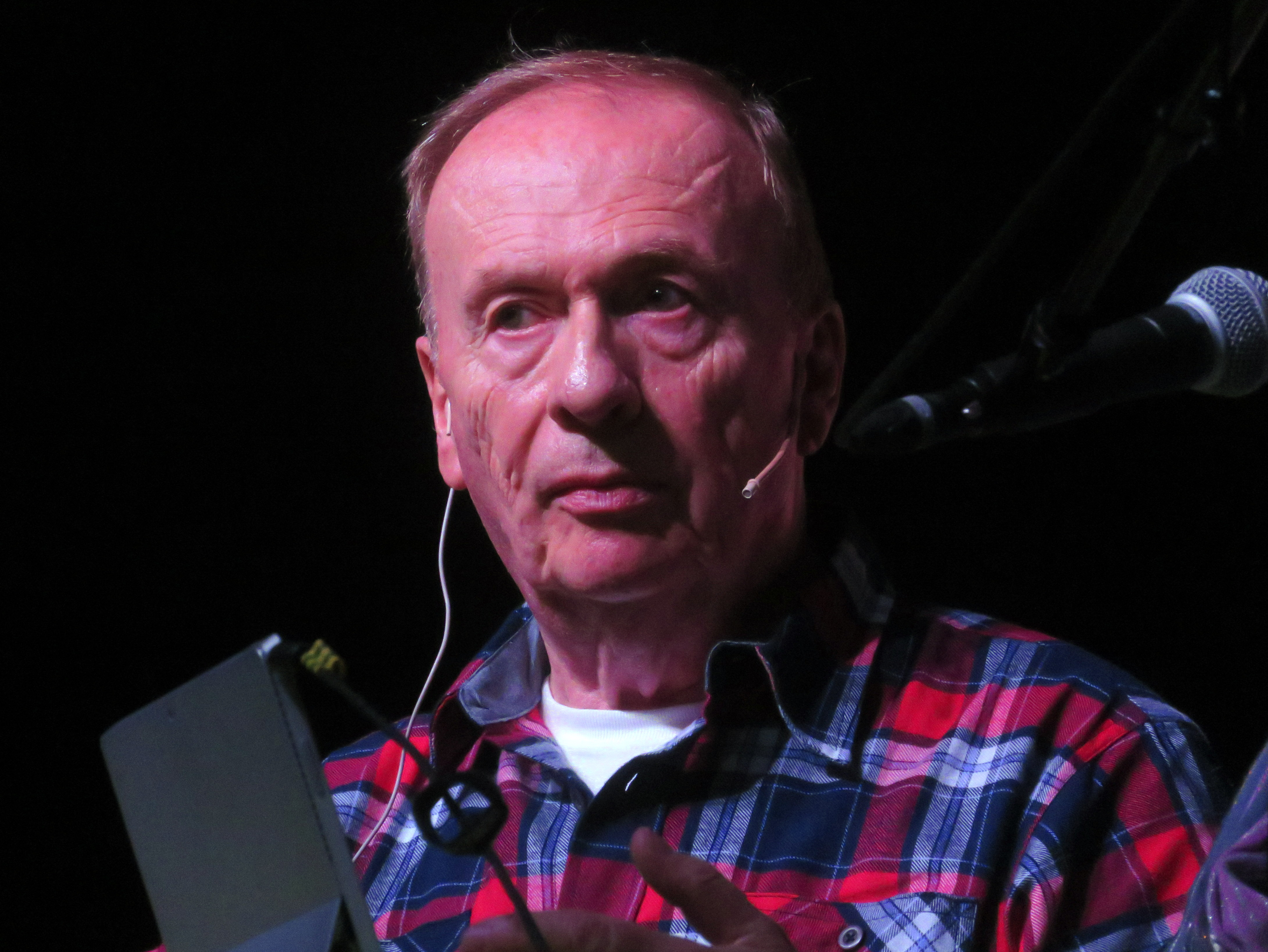
Geoff Emerick

Geoffrey Ernest „Geoff“ Emerick (* 5. Dezember 1945 in London; † 2. Oktober 2018 in Los Angeles) war ein britischer Tontechniker und Musikproduzent, der durch seine Arbeit mit den Beatles bekannt wurde. Mit ihnen arbeitete er an deren Musikalben Revolver, Sgt. Pepper’s Lonely Hearts Club Band, The Beatles und Abbey Road.

## Wirken
Die erste Aufnahme der Beatles, die Emerick als verantwortlicher Tontechniker begleitete, war Tomorrow Never Knows (1966), weil sein Vorgänger Norman Smith fortan als Produzent tätig war. Zu Emericks maßgeblichsten Erfindungen gehörte, John Lennons Stimme über einen Leslie-Lautsprecher aufzunehmen, was eine besondere Verfremdung der Stimme zur Folge hatte. Außerdem revolutionierte er die Aufnahmetechnik bei Pop- und Rockproduktionen durch damals völlig neue Mikrofonierungstechniken, die heute weltweit als Standard gelten.
Nach Auflösung der Beatles arbeitete Emerick insbesondere mit Paul McCartney (Band on the Run, 1973; London Town, 1977; Tug of War, 1982 und Flaming Pie, 1997) sowie unter anderem mit Elvis Costello, Art Garfunkel, America, Supertramp, Cheap Trick, Split Enz, Mahavishnu Orchestra, Jeff Beck und Nellie McKay.
Im Jahr 2006 veröffentlichte Emerick seine Memoiren in dem Buch Here, There and Everywhere, benannt nach einem Lied der Beatles (deutsche Ausgabe: Du machst die Beatles!). Koautor war der Musikjournalist Howard Massey.
Im April 2007 arbeitete Emerick unter anderem zusammen mit Oasis, den Kaiser Chiefs, Travis und Razorlight an einer Neuaufnahme des Beatles-Albums Sgt. Pepper’s Lonely Hearts Club Band. Hierfür nutzte er die originale Aufnahmetechnik aus dem Jahre 1967. Das Ergebnis dieser Arbeit wurde am 2. Juni 2007 zum 40. Geburtstag des Originalalbums auf BBC Radio übertragen.
Emerick starb am 2. Oktober 2018 in Los Angeles im Alter von 72 Jahren an einem Herzinfarkt.

## Auszeichnungen
- Je ein Grammy für die Beatles-Alben Sgt. Pepper’s Lonely Hearts Club Band und Abbey Road
- Grammy für das Album Band on the Run (Paul McCartney)
- Grammy für sein Lebenswerk als Tontechniker